# Kalpak

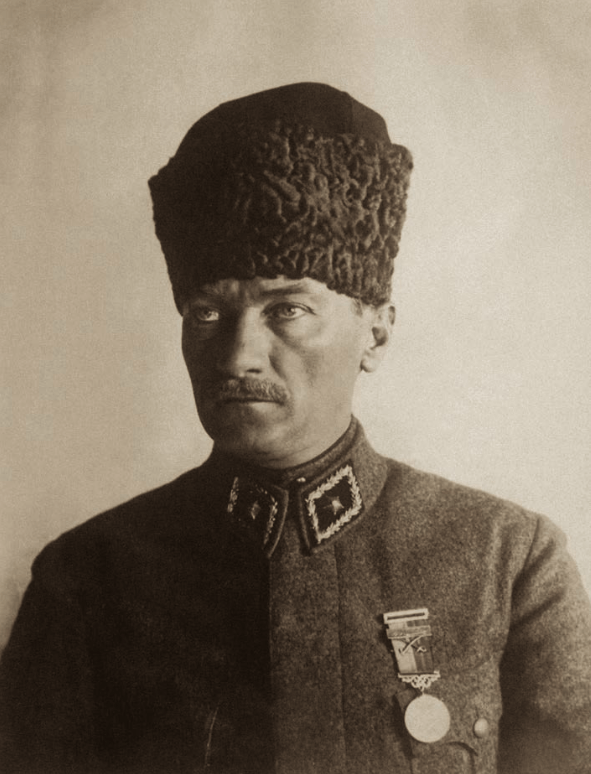
Atatürk vistiendo un kalpak de estilo turco.

Kalpack (también calpac,kalpac,calpak o qalpaq (del turco kalpak) kirguís калпак en el AFI qɑlpɑq) es una gorra de copa alta (por lo general hechas de fieltro o de piel de oveja) usado por los hombres en Bulgaria, Turquía, e Irán, así como en Asia Central y Cáucaso.
Durante los siglos XVI, XVII y XVIII se convirtió en un tipo de gorro muy común entre la nobleza de Hungría llamado en idioma húngaro "kalpag". De color rojo, azul o verde, era decorado frecuententemente con brocado de oro y con una o varias plumas. Muchas representaciones se preservaron en la heráldica húngara.ñslkdok’mmmn’’’m’’m’mm’n. !
N’ pollo e

## Otros significados
La palabra "kalpak" es también un componente de los gentilicios de dos grupos turcos de relación incierta: el karakalpako (literalmente 'kalpak negro') y el chernye klobuki con el mismo significado.
En lenguas idioma indias, "kalpak" significa 'creativa'. En algunos estados de la península se emplea como nombre propio masculino.